# Saint-Raphaël, Var
Saint-Raphaël (tiếng Occitan: Sant Rafèu) là một xã thuộc tỉnh Var trong vùng Provence-Alpes-Côte d’Azur miền đông nam nước Pháp.

## Thành phố kết nghĩa
- Jermuk, Armenia
- Ghent, Bỉ, since 1958
- Sankt Georgen im Schwarzwald, Đức, since 1972
- Tiberias, Israel, since 2007